# 圣伊莱尔 (杜省)
圣伊莱尔（法語：Saint-Hilaire，法語發音：[sɛ̃.t‿ilɛʁ] ⓘ）是法国杜省的一个市镇，位于该省北部，属于贝桑松区。

## 地理
圣伊莱尔（47°20'6"N, 6°14'30"E）面积2.64 平方千米，位于法国勃艮第-弗朗什-孔泰大區杜省，该省份为法国东部内陆省份，北起上索恩省，西接汝拉省，东部及东南部与瑞士接壤，东北部与贝尔福地区省接壤。
与圣伊莱尔接壤的市镇（或旧市镇、城区）包括：莱库沃特、布勒孔绍、勒皮、鲁朗、韦南。

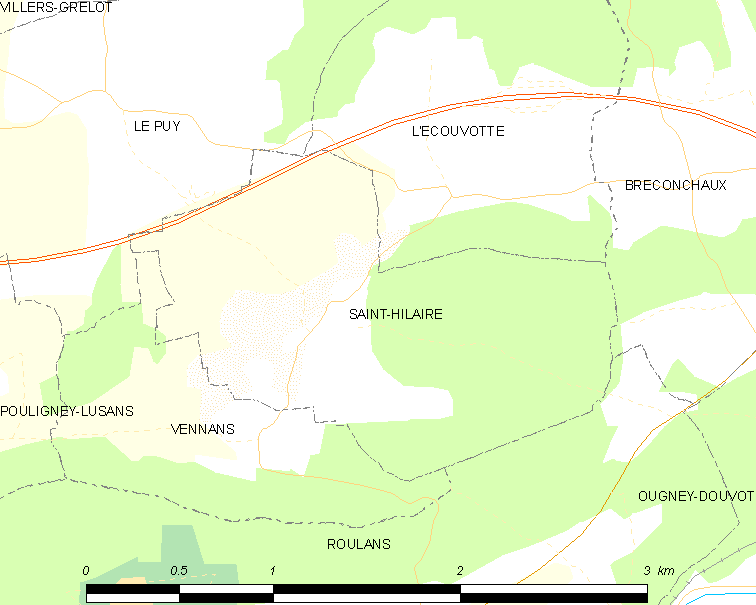
的OSM定位图

圣伊莱尔的时区为UTC+01:00、UTC+02:00（夏令时）。

## 行政
圣伊莱尔的邮政编码为25640，INSEE市镇编码为25518。

## 政治
圣伊莱尔所属的省级选区为博姆莱达姆县。

## 人口

1962-2008年间人口变化图示

圣伊莱尔于2022年1月1日时的人口数量为155人。